# Psychotria savaiiensis
Psychotria savaiiensis là một loài thực vật có hoa trong họ Thiến thảo. Loài này được Rech. miêu tả khoa học đầu tiên năm 1909.